# Відігейра (парафія)
Відігейра (порт. Vidigueira; МФА: [vɨ.di.ˈgɐj.ɾɐ]) — парафія в Португалії, у муніципалітеті Відігейра. Розташована в південній частині країни, на теренах історичної португальської провінції Алентежу. Входить до складу округу Бежа. За адміністративним поділом, чинним до 1976 року, терени парафії були складовою провінції Нижнє Алентежу. Належить до Безької діоцезії Католицької церкви. Патрон — святий Петро. Площа — 27,8299 км². Населення — 2959 ос. (2011). Слабо урбанізований регіон. Густота населення — 106,32 осіб/км²
. Код — 021403.

## Населення
| Кількість мешканців | Кількість мешканців | Кількість мешканців | Кількість мешканців | Кількість мешканців | Кількість мешканців | Кількість мешканців | Кількість мешканців | Кількість мешканців | Кількість мешканців | Кількість мешканців | Кількість мешканців | Кількість мешканців | Кількість мешканців | Кількість мешканців |
| ------------------- | ------------------- | ------------------- | ------------------- | ------------------- | ------------------- | ------------------- | ------------------- | ------------------- | ------------------- | ------------------- | ------------------- | ------------------- | ------------------- | ------------------- |
| 1864                | 1878                | 1890                | 1900                | 1911                | 1920                | 1930                | 1940                | 1950                | 1960                | 1970                | 1981                | 1991                | 2001                | 2011                |
| 2 985               | 3 415               | 3 503               | 3 643               | 3 674               | 3 599               | 4 251               | 4 407               | 4 335               | 4 149               | 3 301               | 3 236               | 2 865               | 2 973               | 2 959               |